# Бабашева, Мансия Нургалиевна
Бабашева, Мансия Нургалиевна — кандидат технических наук, профессор, академик РАН, первая женщина – обладатель Почетного знака «Первооткрыватель месторождения Республики Казахстан», Лауреат Международной Сократовской премии, Заслуженный нефтяник Казахстана, Почетный разведчик Казахстана, «Почетный Гражданин города Атырау».

## Биография
Мансия Нургалиевна родилась 14 февраля 1952 года в п. Косчагыл Эмбинского района Гурьевской области. 1971 году поступила в Грозненский нефтяной институт  и закончила его в   1976 году.
В 2007 году она защитила диссертацию на соискание ученой степени кандидата технических наук по специальности «Разработка и эксплуатация нефтяных и газовых месторождений»
Под личным руководством и непосредственным участием Бабашевой М.Н. выполнено 289 научно-исследовательских работ, проектов и отчетов по разработки месторождений, подсчету запасов нефти и газа для многих недропользователей Казахстана.
Мансия Нургалиевна является экспертом Государственной Комиссии по запасам Комитета геологии и недропользования Министерства индустрии и новых технологий Республики Казахстан, членом Центральной комиссии по разведке и разработке Министерства нефти и газа Республики Казахстан.

## Трудовая деятельность
1. 1969-1971 - техник - лаборант в полевой структурно-поисковой партии объединения «Западно-Казахстанское геологическое управление», Гурьевской укрупненной территориальной нефтеразведочной экспедиции (ГУГНРЭ)
2. 1986-2000 - зав. лабораторию подсчета запасов нефти КазНИГРИ
3. 2000-2006 - директор департамента нефтегазовой геологии пластов АО «Каспимунайгаз»
4. 2006-2016 - генеральный директор ТОО НИИ  «Каспимунайгаз»
5. с 2016 г. - директор ТОО «Timal Consulting Group»

## Научные, литературные труды
Автор более 30 научных работ, имеет патент на разработку технологии использования водогазового воздействия при разработке месторождения для увлечения нефтеотдачи.

## Награды и звания
1. «Заслуженный геологоразведчик СССР»
2. Профессор
3. Академик
4. Кандидата технических наук (2008)
5. «Почетный разведчик недр Республики Казахстан» (2003)
6. «Заслуженный нефтяник Казахстана»
7. Лауреат Международной Сократовской премии (Laureate of “International Socrates Prize”) в области экономики и бизнеса (2011)
8. Знак отличия “Лучший топ-менеджер года” Европейской Бизнес-Ассамблеи (г.Оксфорд, Великобритания) (2011)
9. Орден «Құрмет» (2011)
10. Медаль «Доссор мұнай кен орнына 100 жыл» (2012)
11. Медаль «Маңғыстау мұнайының 50 жылдық» (2012)
12. Нагрудный знак «Қазақстан мұнайына 100 жыл» (2013)
13. Нагрудный знак «За заслуги в развитии науки Республики Казахстан» (2014)
14. «Почетный Гражданин города Атырау» (2017)
15. Медаль «Қазақстан мұнайына 120 жыл» (2019)
16. Орден  «Звезда Славы - Экономика Казахстана»